# Waldir Silva
Waldir Silva (Bom Despacho, 28 de maio de 1931 — Belo Horizonte, 1 de setembro de 2013) foi um compositor e instrumentista brasileiro, mestre de cavaquinho e autor do choro Telegrama musical.

## Biografia
Tocou em diversos bailes por todo o Brasil, acompanhado pelo seu conjunto e lançando seus discos. Uma de suas primeiras composições foi Telegrama musical, pela qual recebeu elogios do presidente Juscelino Kubitschek. No ano 2000, participou das comemorações do 500 anos do Brasil, com apresentação em Portugal.

## Discografia
Lançou 29 LPs e nove CDS, entre eles Tangos e Boleros, com o qual recebeu o Disco de Ouro da gravadora Movieplay. Em 2010 lançou o CD Os mais belos tangos e boleros. Apresentou-se no Projeto Pizindin - Choro no Palco, no Conservatório da UFMG, em Belo Horizonte, em grupo formado por Waldir Silva (cavaquinho), Zé Carlos (cavaquinho), Mozart Secundino (violão 6 cordas), Carlos Boechat (percussão), Agostinho Paolucci (violão 7 cordas) e Lúcia Bosco (voz). 
- Os mais belos tangos e boleros — Gravadora Movieplay 2010
- Tangos e boleros — Gravadora Movieplay